# Павел Костов
Павел Костов е български революционер и политик.

## Биография
Павел Костов Паунов е роден през 1842 г. в родопското село Добралък в семейството на крупния земевладелец Коста Паунов. Умира през 1902 г. в Асеновград.
Учи в Асеновград и Пловдив, след което се завръща в родното си село като учител. Премества се в Асеновград и се жени за Мария Райчева, от известния Райчев род. Младото семейство се настанява да живее в „Нохто махала“, в красива къща в родопски стил, на ул. Училищна №2, улицата, която минава покрай църквата Св. Димитър.
Младият учител навлиза в обществения и културен живот на града. Става ревностен борец за самостоятелна българска църква. Подпомага отец Матей Тодоров да започне да проповядва на черковно-славянски език в църквата Свети Атанас.
През 1875 г. в къщата му се събират местни народни дейци подбудени от Отон Иванов и Сава Катрафилов и образуват местен Революционен комитет. Павел Костов е избран за председател на комитета. Той обикаля родопските села и подбужда за подготовка на въстание. Изпраща хаджи Димитър Стоилов и Йордан Хаджигеоргиев в Пловдив в помощ на тамошните съзаклятници. Станимашките съзаклятници, начело с Павел Костов дълго чакат на местността „Баделема“ да лумнат сигналните огньове в Пловдив, но напразно. Павел Костов е арестуван от турците и откаран в Пловдив. Въпреки побоищата и съдебния процес, той се спасява от бесилка и заточение в Диарбекир. Преминал през пламъците на Априлското въстание и Освободителната руско-турска война през 1877 – 1878 г.
Павел Костов се утвърждава като един от най-известните обществено-политически и културни дейци в Асеновград. Като председател на дружество „Единство“ взема дейно участие в борбата против турските метежници, ръководени от англичанина Станислас Сенклер (Хидает паша) през 1878 г. и подпомага активно дружината на Петко войвода. През 1885 г. активно участва в съединението на Източна Румелия с Княжество България и в последвалата Сръбско-българска война. Павел Костов е пъвият български кмет на Станимака. Вестник „Марица“ брой 158 от 05.02.1880 г.:„Читалищното настоятелство, а особено неуморимо деятелния председател г-н Павел Костов сполучи да отвори училища във всяка село, както в Конушка (Асеновградска), тъй и в по-голяма част от Рупчоска (Околарска околия)”.
Негово дело е изграждането на голямо трикласно училище в Асеновград, за издигане на диги по наречието на р.Чая, изграждането на железен мост (Павльовия мост) и на общинска сграда. В продължение на два мандата е избиран за кмет на града.
Депутат е в Петото обикновено народно събрание 1887, 1888, 1889 г.
Наред със служебните си контакти, Павел Костов е в добри другарски отношения с капитан Петко Киряков, с известните дейци на либералната партия, Петко Каравелов, Драган Цанков, Стефан Стамболов. Приятелство го свързва с писателя Иван Вазов. През 1990 г. неговата прапраправнучка, актрисата Елена Маркова пресъздаде прекрасния образ на Рада Госпожина в телевизионния сериал „Под игото“ по Иван Вазов. Негови потомци са журналистът Иван Павлов Костов, Мария-Луиза Бояджиева, сърдечния хирург д-р Владимир Коларов, Борис Костов, д-р Душко Костов, Пламен Коларов и Виктор Коларов. Малка уличка в Асеновград носи неговото име.